# Solana (Florida)
Solana ist ein census-designated place (CDP) im Charlotte County im US-Bundesstaat Florida. Das U.S. Census Bureau hat bei der Volkszählung 2020 eine Einwohnerzahl von 671 ermittelt.

## Geographie
Solana grenzt im Westen direkt an die Stadt Punta Gorda. Durch Solana führen die Interstate 75, der U.S. Highway 17 sowie die Florida State Road 35. Der Ort liegt etwa 150 km südlich von Tampa.

## Demographische Daten
Laut der Volkszählung 2010 verteilten sich die damaligen 742 Einwohner auf 442 Haushalte. Die Bevölkerungsdichte lag bei 168,6 Einw./km². 88,1 % der Bevölkerung bezeichneten sich als Weiße, 7,3 % als Afroamerikaner, 0,3 % als Indianer und 0,8 % als Asian Americans. 0,6 % gaben die Angehörigkeit zu einer anderen Ethnie und 2,3 % zu mehreren Ethnien an. 3,4 % der Bevölkerung bestand aus Hispanics oder Latinos.
Im Jahr 2010 lebten in 15,8 % aller Haushalte Kinder unter 18 Jahren sowie 40,8 % aller Haushalte Personen mit mindestens 65 Jahren. 51,4 % der Haushalte waren Familienhaushalte (bestehend aus verheirateten Paaren mit oder ohne Nachkommen bzw. einem Elternteil mit Nachkomme). Die durchschnittliche Größe eines Haushalts lag bei 2,13 Personen und die durchschnittliche Familiengröße bei 2,77 Personen.
16,0 % der Bevölkerung waren jünger als 20 Jahre, 17,8 % waren 20 bis 39 Jahre alt, 30,6 % waren 40 bis 59 Jahre alt und 35,6 % waren mindestens 60 Jahre alt. Das mittlere Alter betrug 52 Jahre. 51,5 % der Bevölkerung waren männlich und 48,5 % weiblich.
Das durchschnittliche Jahreseinkommen lag bei 45.667 $, dabei lebten 9,6 % der Bevölkerung unter der Armutsgrenze.
Im Jahr 2000 war Englisch die Muttersprache von 100 % der Bevölkerung.